# Поблоце (Вейгеровський повіт)
Поблоце (пол. Pobłocie) — село в Польщі, у гміні Ліня Вейгеровського повіту Поморського воєводства.
Населення — 428 осіб (2011).
У 1975—1998 роках село належало до Гданського воєводства.

## Демографія
Демографічна структура станом на 31 березня 2011 року:
|          | Загалом | Допрацездатний вік | Працездатний вік | Постпрацездатний вік |
| -------- | ------- | ------------------ | ---------------- | -------------------- |
| Чоловіки | 218     | 66                 | 138              | 14                   |
| Жінки    | 210     | 58                 | 120              | 32                   |
| Разом    | 428     | 124                | 258              | 46                   |